# Amné
Amné é uma comuna francesa na região administrativa do País do Loire, no departamento de Sarthe. Estende-se por uma área de 15.95 km². Em 2010 a comuna tinha 582 habitantes (densidade: 36,5 hab./km²).